# Жовтоярське нафтове родовище
Жовтоярське нафтове родовище — належить до Переддобрудзької нафтогазоносної області Південного нафтогазоносногу регіону України.

## Опис
Розташоване на Одещині (Білгород-Дністровський район). Виявлене в 1970 р. Приурочене до Тузлівської депресії Переддобрудзького прогину. Нафтоносні верхньодевонські сульфатно-карбонатні відклади, газоносні також г.п. ранньо- і середньодевонського віку. Продуктивною є пачка франського ярусу верхнього девону, яка розкрита свердловинами на глибинах 3141-3234 м. Продуктивна товщина пачки 10-13 м. Колектори порово-тріщинного типу, представлені вапняками та доломітами. Поклад нафти пластовий, склепінчастий. Режим водонапірний. Запаси початкові видобувні категорій А+В+С1 — 500 тис.т. Густина дегазованої нафти 862,3 кг/м3.